# فينيسيوس سالفيستر
فينيسيوس سالفيستر (بالبرتغالية: Vinicius Silvestre da Costa) هو لاعب كرة قدم برازيلي في مركز حراسة المرمى، ولد في 28 مارس 1994 في غوارولوس في البرازيل. لعب مع نادي بالميراس.

## وصلات خارجية
- فينيسيوس سالفيستر على موقع قاعدة بيانات كرة القدم.إي يو (الإنجليزية)
- فينيسيوس سالفيستر على موقع Soccerway.com (الإنجليزية)